# Reeperbahn
Reeperbahn også kaldet "Der Kiez" er en 930 meter lang gade, der strækker sig fra Nobistor til Millerntor i Hamborgs forlystelses- og bordelkvarter Sankt Pauli.
Gaden er kendt for sine mange barer, natklubber og diskoteker, Panoptikum, St. Pauli-teatret, Schmidt-teatret og operettehuset.
Om sommeren er der et festligt udendørsliv på Hans Albers Platz.
Parallelt med Reeperbahn løber Herbertstraße, en bordelgade, hvor mindreårige og kvindelige besøgende ikke har adgang. Der er også mange sidegader med værtshuse.
Reeperbahn var stedet, hvor sømændene festede, når de kom i land i Hamborg. Kvarteret har før i tiden haft et lidt blakket ry med letlevende piger og erotikklubber. I nutiden er det mere et broget natteliv med hyggelige caféer, diskoteker, engelsk pubmiljø, dansesteder med techno, rock og pop, kebabbutikker, asiatiske snackrestauranter, yuppie-barer og punk-discos. 
Reeperbahn fik sit navn fra rebslagerne, der skulle bruge en lang bane til fremstillingen af skibstove – på dansk reberbane. Egentlig var Hamburger Reeperbahn ikke den rigtige rebslagergade, men parallelgaden Simon-von-Utrecht-Straße. 